# Identity (album)
Identity je první a také jediné album britské synthpopové skupiny Zee. Bylo vydáno na jaře 1984 (viz 1984 v hudbě).
Skupina Zee vznikla v roce 1983 poté, co na začátku 80. let opustil klávesista Rick Wright art rockovou kapelu Pink Floyd. Společně s Davem Harrisem (Fashion) nahráli na podzim 1983 s použitím Fairlight CMI, oblíbeného syntezátoru 80. let, elektronické album Identity.
Desku produkovali sami oba členové Zee, texty napsal Harris a na hudbě se podíleli Harris s Wrightem.
Názvy písní jsou anglické s parodickým přehnaným použitím tzv. heavy metalové přehlásky.
Album Identity vyšlo pouze na LP a MC, na CD pouze v Nizozemsku.

## Seznam skladeb
Všechny skladby napsal(i) Dave Harris a Rick Wright. 
| Strana 1 | Strana 1       | Strana 1 |
| Pořadí   | Název          | Délka    |
| -------- | -------------- | -------- |
| 1.       | Cönfüsiön      | 4:17     |
| 2.       | Vöices         | 6:21     |
| 3.       | Priväte Persön | 3:36     |
| 4.       | Stränge Rhythm | 6:36     |

| Strana 2       | Strana 2               | Strana 2 |
| Pořadí         | Název                  | Délka    |
| -------------- | ---------------------- | -------- |
| 1.             | Cüts Like ä Diämönd    | 5:36     |
| 2.             | By Töüching            | 5:39     |
| 3.             | Höw Dö Yöü Dö It?      | 4:45     |
| 4.             | Seems We Were Dreäming | 4:57     |
| Celková délka: | Celková délka:         | 41:50    |

| Bonusová skladba na MC | Bonusová skladba na MC | Bonusová skladba na MC |
| Pořadí                 | Název                  | Délka                  |
| ---------------------- | ---------------------- | ---------------------- |
| 5.                     | Eyës of a Gÿpsy        | 4:13                   |
| Celková délka:         | Celková délka:         | 46:03                  |

## Obsazení
- Dave Harris – kytary, klávesy, perkuse, syntezátory, zpěv a vokály
- Rick Wright – klávesy, perkuse, syntezátory, automatický bubeník, zpěv a vokály